# Robert McKimson
Robert McKimson (dit Bob McKimson) est un réalisateur, scénariste et producteur américain né le 13 octobre 1910 à Denver, Colorado (États-Unis), mort le 29 septembre 1977 à Burbank (Californie).

## Biographie
Robert Porter McKimson Sr. naît le 13 octobre 1910 à Denver (Colorado).
Il passe dix ans à acquérir une formation artistique à la Lukits School of Art. La famille McKimson s'installe en Californie en 1926 et il travaille ensuite pour Walt Disney en tant qu'assistant animateur de Dick Lundy , reste avec le studio Disney pendant un an puis rejoint le Romer Gray Studio situé à Altadena, Californie , en 1930, un soi-disant boutique d'animation créée par le fils de l'auteur occidental Zane Gray et financée par la femme de Zane Grey. Plusieurs dessins animés ont été animés au Romer Grey Studio, mais en raison de la Grande Dépression, le studio n'a pas pu conclure un accord de distribution. Aucun des courts métrages n'a été publié, seule une poignée d'entre eux étant achevés (un seul d'entre eux est connu pour exister aujourd'hui).
En même temps qu'il commençait à travailler pour Grey, Hugh Harman et Rudolf Ising l'embauchent dans leur studio, faisant d'abord les tâches d'encre et de peinture pour les premiers Looney Tunes , puis devenant un intermédiaire avant de devenir animateur en 1931, lorsque le Fermeture du studio Romer Gray. A cette époque, il a eu un accident qui lui a donné une commotion cérébrale. En conséquence, il a pu mieux visualiser, [1] augmentant ainsi sa production et son animation. Il était l'animateur en chef et le gars incontournable à la fin des années 1930 au studio, ce qui l'a submergé. Finalement, il a travaillé exclusivement avec Bob Clampett.
Il s'est vu offrir un poste de directeur par Leon Schlesingeren 1938, mais déclina, permettant au poste d'aller à l'animateur Chuck Jones.  Il a accepté son propre poste de réalisateur à la fin de 1944, lorsque Frank Tashlin a quitté Warner Bros. pour diriger des films d'action réelle. 
Robert Mckimson meurt d'une crise cardiaque le 29 septembre 1977 à l'âge de 66 ans.

## Filmographie

### Comme réalisateur
- 1945 : The Return of Mr. Hook
- 1946 : Daffy Doodles
- 1946 : Hollywood Canine Canteen
- 1946 : L'Acrobate (Acrobatty Bunny)
- 1946 : Walky Talky Hawky
- 1946 : The Mouse Merized Cat
- 1947 : One Meat Brawl
- 1947 : Birth of a Notion
- 1947 : Hobo Bobo
- 1947 : Un volontaire pour les œufs de Pâques (Easter Yeggs)
- 1947 : Crowing Pains
- 1948 : Le Singe d'une nuit d'été (Gorilla My Dreams)
- 1948 : Daffy a dormi là (Daffy Duck Slept Here)
- 1948 : Partie de chasse (Hop, Look and Listen)
- 1948 : Daffy baby-sitter (The Up-Standing Sitter)
- 1948 : The Shell Shocked Egg
- 1948 : Lapin de labo (Hot Cross Bunny)
- 1948 : Charlie le coq et Hennery le faucon (The Foghorn Leghorn)
- 1948 : La Lampe d'Aladin (A-Lad-In His Lamp)
- 1948 : La puce à l'oreille
- 1949 : Flûte alors ! (Paying the Piper)
- 1949 : Un canard complètement givré (Daffy Duck Hunt)
- 1949 : Le Rebelle (Rebel Rabbit)
- 1949 : Henhouse Henery
- 1949 : La Truffe des Héros (The Grey Hounded Hare)
- 1949 : Un lapin dans le vent (The Windblown Hare)
- 1949 : Swallow the Leader
- 1949 : Le Petit Kangourou (Hippety Hopper)
- 1949 : A Ham in a Role
- 1950 : Dompteur de gorilles (Hurdy-Gurdy Hare)
- 1950 : Un canard dans le moteur (Boobs in the Woods)
- 1950 : Strife with Father
- 1950 : The Leghorn Blows at Midnight
- 1950 : La Course à l'œuf (An Egg Scramble)
- 1950 : Un lapin à succès (What's Up, Doc?)
- 1950 : It's Hummer Time
- 1950 : Venez guincher chez Bunny (Hillbilly Hare)
- 1950 : A Fractured Leghorn
- 1950 : Vas-y Papounet (Pop 'im Pop!)
- 1950 : Escapade australienne (Bushy Hare)
- 1951 : Bugs Bunny met les voiles (Hare We Go)
- 1951 : A Fox in a Fix
- 1951 : Corn Plastered
- 1951 : La Puce parieuse (Early to Bet)
- 1951 : Lapin à la française (French Rarebit)
- 1951 : Leghorn Swoggled
- 1951 : La Chasse au mari (Lovelorn Leghorn)
- 1951 : Sleepy Time Possum
- 1951 : Dog Collared
- 1951 : Bugs Bunny fait son cirque (Big Top Bunny)
- 1951 : The Prize Pest
- 1952 : Who's Kitten Who?
- 1952 : Pouce, je passe ! (Thumb Fun)
- 1952 : Kiddin' the Kitten
- 1952 : Sock a Doodle Do
- 1952 : The Turn-Tale Wolf
- 1952 : Gisement de carottes (Oily Hare)
- 1952 : Une colossale bête (Hoppy-Go-Lucky)
- 1952 : The Eggcited Rooster
- 1952 : Série noire pour un canard (The Super Snooper)
- 1952 : Un puma bien frappé (Rabbit's Kin)
- 1952 : Fool Coverage
- 1953 : Upswept Hare
- 1953 : A Peck o' Trouble
- 1953 : Muscle Tussle
- 1953 : There Auto Be a Law
- 1953 : Plop Goes the Weasel
- 1953 : Cat-Tails for Two
- 1953 : Easy Peckin's
- 1953 : Of Rice and Hen
- 1953 : Cats A-Weigh!
- 1954 : Wild Wife
- 1954 : Design for Leaving
- 1954 : Bell Hoppy
- 1954 : No Parking Hare
- 1954 : Little Boy Boo
- 1954 : Le diable au corps
- 1954 : The Oily American
- 1954 : Gone Batty
- 1954 : Quack Shot
- 1955 : Feather Dusted
- 1955 : All Fowled Up
- 1955 : Lighthouse Mouse
- 1955 : The Hole Idea
- 1955 : Tel est pris qui croyait prendre (Dime to Retire)
- 1956 : Too Hop to Handle
- 1956 : Weasel Stop
- 1956 : Blagues dans le coin-coin
- 1956 : Mixed Master
- 1956 : The Unexpected Pest
- 1956 : Stupor Duck
- 1956 : Half-Fare Hare
- 1956 : Raw! Raw! Rooster!
- 1956 : The Slap-Hoppy Mouse
- 1956 : Wideo Wabbit
- 1956 : The Honey-Mousers
- 1957 : Voyage en Tasmanie
- 1957 : Cheese It, the Cat!
- 1957 : Fox-Terror
- 1957 : Boston Quackie
- 1957 : Pour une poignée de téquila
- 1957 : La musique adoucit le diable
- 1957 : Mouse-Taken Identity
- 1957 : Roméo lapin
- 1958 : Don't Axe Me
- 1958 : Un bec trop crochu
- 1958 : Feather Bluster
- 1958 : Now, Hare This
- 1958 : Dog Tales
- 1958 : Weasel While You Work
- 1958 : Pre-Hysterical Hare
- 1958 : Gopher Broke
- 1959 : Mouse-Placed Kitten
- 1959 : China Jones
- 1959 : The Mouse That Jack Built
- 1959 : Lui ou moi (A Mutt in a Rut)
- 1959 : Backwoods Bunny
- 1959 : Cat's Paw
- 1959 : Bonanza Bunny
- 1959 : Combat de coq
- 1959 : People Are Bunny
- 1960 : Les pesos de l'ouest
- 1960 : Wild Wild World
- 1960 : Crockett-Doodle-Do
- 1960 : Mice Follies
- 1960 : The Dixie Fryer
- 1960 : The Bugs Bunny Show (série télévisée)
- 1960 : Dog Gone People
- 1961 : Cannery Woe
- 1961 : Hoppy Daze
- 1961 : Strangled Eggs
- 1961 : Birds of a Father
- 1961 : Daffy's Inn Trouble
- 1961 : What's My Lion?
- 1962 : Wet Hare
- 1962 : Fish and Slips
- 1962 : Bill of Hare
- 1962 : The Slick Chick
- 1962 : Mother Was a Rooster
- 1962 : Tout doit disparaître
- 1963 : Fast Buck Duck
- 1963 : Le Lapin à l'oseille
- 1963 : Banty Raids
- 1963 : Aqua Duck
- 1963 : Claws in the Lease
- 1964 : A Message to Gracias
- 1964 : Bartholomew Versus the Wheel
- 1964 : Freudy Cat
- 1964 : Le coup du lapin
- 1964 : Le club du lapin
- 1965 : Moby Duck
- 1965 : Assault and Peppered
- 1965 : Well Worn Daffy
- 1965 : Suppressed Duck
- 1965 : Rushing Roulette
- 1965 : Tease for Two
- 1965 : Chili Corn Corny
- 1965 : Go Go Amigo
- 1966 : The Astroduck
- 1966 : Mucho Locos
- 1966 : Mexican Mousepiece
- 1966 : Daffy Rents
- 1966 : A-Haunting We Will Go
- 1966 : Snow Excuse
- 1966 : Cock-a-Doodle Deux-Deux
- 1966 : A Squeak in the Deep
- 1966 : Feather Finger
- 1966 : The Super 6 (série télévisée)
- 1966 : The Road Runner Show (série télévisée)
- 1966 : Swing Ding Amigo
- 1966 : Sugar and Spies
- 1966 : A Taste of Catnip
- 1966 : Toulouse La Trick
- 1967 : Daffy's Diner
- 1967 : Le Quiet Squad
- 1967 : Bomb Voyage
- 1967 : Super President (série télévisée)
- 1968 : The Bugs Bunny/Road Runner Hour (série télévisée)
- 1968 : Bunny and Claude: We Rob Carrot Patches
- 1969 : The Great Carrot-Train Robbery
- 1969 : Fistic Mystic
- 1969 : Rabbit Stew and Rabbits Too!
- 1969 : Shamrock and Roll
- 1969 : Bugged by a Bee
- 1969 : La Panthère rose ("The Pink Panther Show") (série télévisée)
- 1969 : Injun Trouble
- 1972 : The Houndcats (série télévisée)
- 1973 : Fowl Play
- 1975 : Pink Da Vinci
- 1975 : It's Pink, But Is It Mink?
- 1976 : Sweat Hog Shark
- 1976 : Mama
- 1976 : Mystic Pink
- 1976 : The Pink Pro
- 1976 : Sherlock Pink
- 1976 : The Sylvester & Tweety Show (série télévisée)
- 1977 : The Oddball Couple (série télévisée)
- 1977 : Bugs Bunny's Easter Special (TV)
- 1977 : What's New, Mr. Magoo? (en) (série télévisée)
- 1977 : Baggy Pants & the Nitwits (série télévisée)
- 1978 : To Catch a Halibut
- 1978 : The Bugs Bunny/Road Runner Show (série télévisée)
- 1983 : L'Île fantastique de Daffy Duck
- 1988 : Daffy Duck's Quackbusters

### Comme scénariste
- 1976 : Bugs Bunny: Superstar